# Carrier grade
Carrier grade (deutsch: Betreiberniveau) ist eine informelle Angabe für die Ausfallsicherheit eines Systems. Sie wird insbesondere im Bereich von Netzwerkkomponenten für Computer- und Telekommunikationsnetze verwendet und bedeutet, dass das Gerät im Jahr durchschnittlich weniger als 5 Minuten ausfällt. Das entspricht einer Verfügbarkeit von 99,999 % der Gesamtzeit, was häufig auch als fünf Neunen bezeichnet wird.
Mit dem Begriff Carrier grade wird zum Ausdruck gebracht, dass aktive Komponenten in Telekommunikationsnetzen nur dann von den Netzbetreibern (den carriern) eingesetzt werden können, wenn sie eine entsprechend hohe Ausfallsicherheit besitzen. Allgemein stellen Netzbetreiber die höchsten Ansprüche bezüglich der Ausfallsicherheit. Bei Unternehmensservern oder gar Arbeitsplatzrechnern sind die Erwartungen üblicherweise wesentlich geringer.